# CXCR4

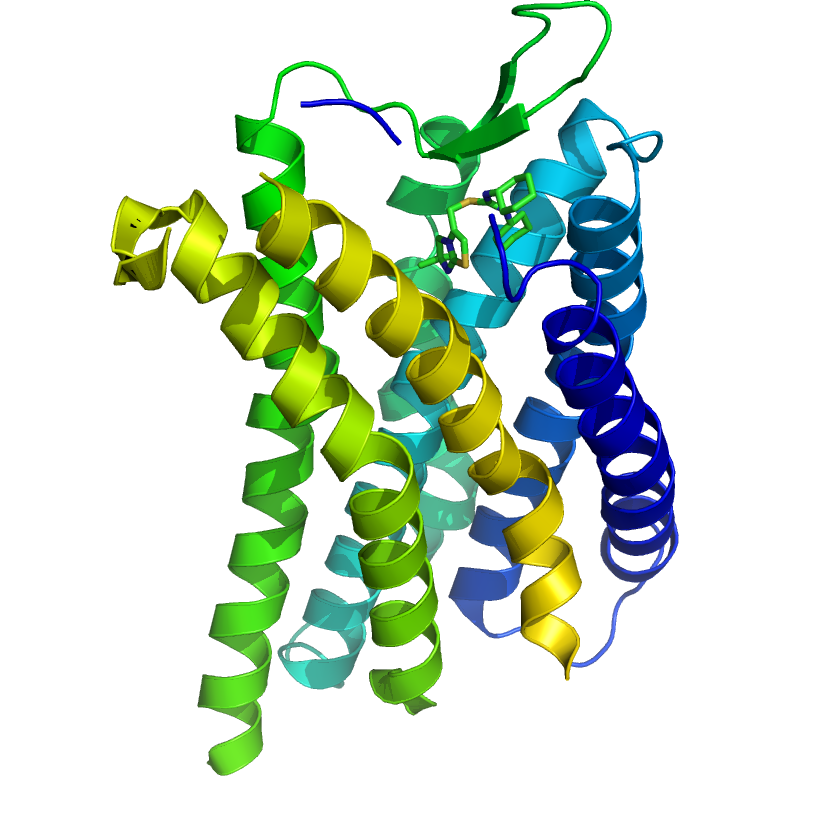
CXCR4 complex met de antagonist IT1t.

CXCR-4 (CXC chemokine receptor type 4), ook bekend als fusine of CD184 (verdere aanduidingen zijn LESTR, NPY3R, HM89, NPYY3R, D2S201E, HSY3RR, NPYR), is een co-receptor dat bij mensen wordt gecodeerd door het CXCR4-gen. CXCR4 komt wijdverspreid voor in veel cellen van het hematopoëtische systeem en komt vooral tot expressie in veel stamcellen en tumorcellen.
CXCR4 is een transmembraaneiwit uit de groep van G-proteïnegekoppelde receptoren dat wordt gecodeerd door een gen op chromosoom 2-locus q21. Er zijn twee verschillende genproducten bekend die voortkomen uit alternatieve splicing. Het primaire product van de eiwitsynthese heeft een molaire massa van ongeveer 40 kDa en is vervolgens onderhevig aan verdere veranderingen zoals glycosylering en sulfatering. Recent onderzoek laat zien dat CXCR4 in dimere of oligomere vorm voorkomt. Bij deze complexen kunnen ook andere receptoren betrokken zijn (heterodimeren of oligomeren).

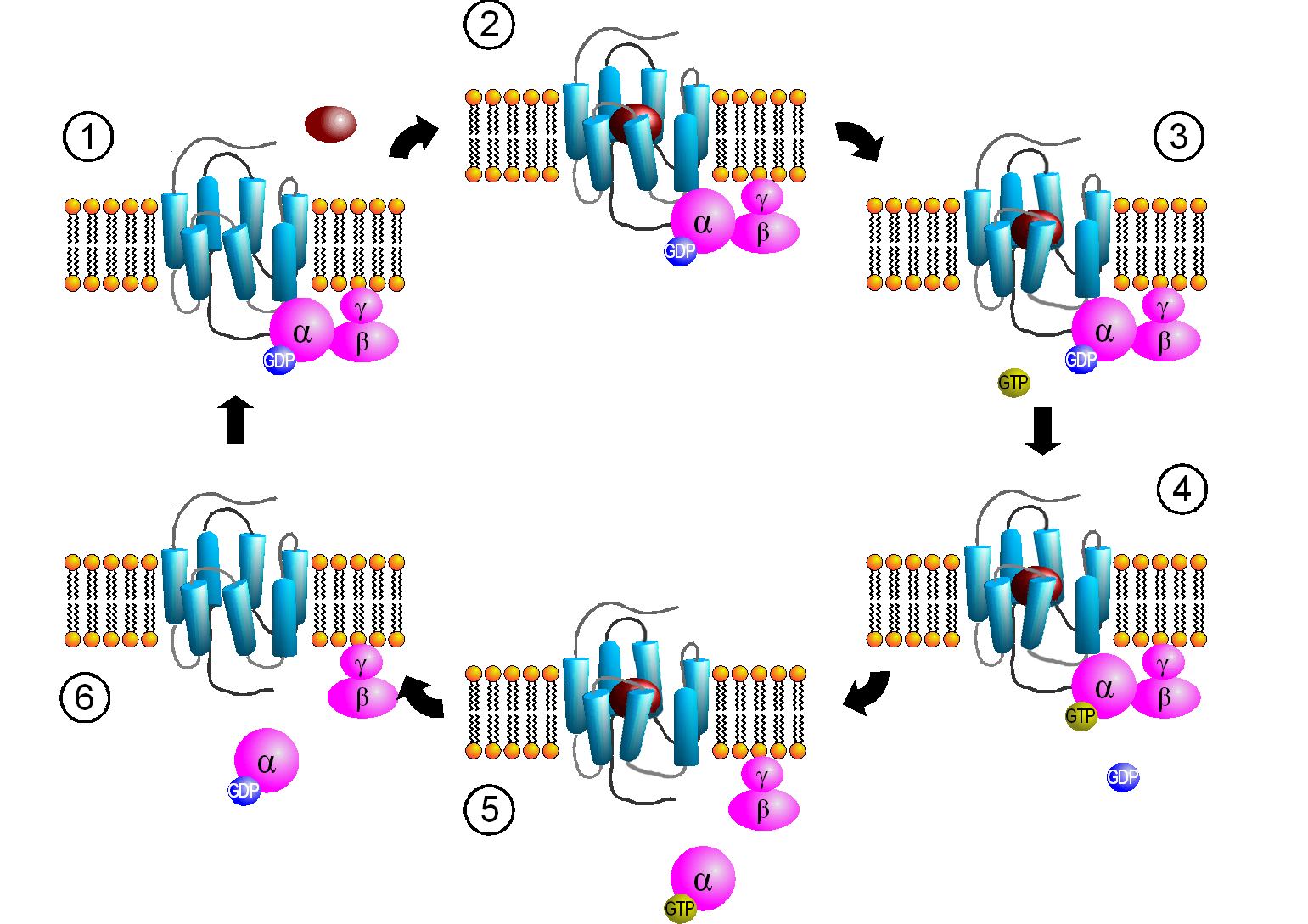
Activeringscyclus van G-Proteïne door G-Proteïne-gekoppelde receptoren:
(1) Binding van het G-Proteïne; (2) Ligandbinding; (3) Activering van de receptor; (4) Activering van het G-Proteïne; (5) Dissociatie van het G-Proteïne en signaaltransductie; (6) Inactivering van het G-Proteïne. GTP=Guanosinetrifosfaat, GDP=Guanosinedifosfaat

## Receptoractivering
CXCR4 wordt geactiveerd door zijn ligand CXCL12, waardoor de receptor een intracellulaire signaaltransductiecascade initieert. Er wordt aangenomen dat het binden en activeren van CXCL12 aan CXCR4 een proces in twee stappen is. Bij een eerste stap bindt CXCL12 aan de extracellulaire N-terminus van de receptor. De N-terminus van de chemokine kan vervolgens de bindingsholte van CXCR4 binnendringen, die binnen de transmembraandomeinen van de receptor ligt, en deze activeren.
De gestimuleerde receptor activeert vervolgens een signaaltransductiecascade waarbij onder meer het G-proteïne betrokken is.

## Functies
CXCR-4 is een alfa-chemokine-receptor die specifiek is voor de stroma-afgeleide factor-1 (SDF-1, ook wel CXCL12 genoemd), een molecuul met krachtige chemotactische activiteit voor lymfocyten. CXCR4 is een van de vele chemokine-co-receptoren die hiv kan gebruiken om T-helpercellen te infecteren. Hiv-isolaten die CXCR4 gebruiken staan traditioneel bekend als tropische T-celisolaten.
De belangrijkste functie van CXCR4 is het controleren van de migratie van hematopoëtische stamcellen naar bronnen van SDF-1, zoals beenmerg, longen en lever.  In verband daarmee speelt CXCR4 ook een cruciale rol bij het verankeren van stamcellen op hun opslaglocaties en bij de organogenese. Na de geboorte speelt CXCR4 een belangrijke rol bij angiogenese, wondgenezing en orgaanherstel.
Er is ook aangetoond dat CXCR4-signalering de expressie van CD20 op B-cellen reguleert. Tot voor kort werd aangenomen dat SDF-1 en CXCR4 een relatief monogaam ligand-receptorpaar waren (andere chemokinen zijn promiscue en hebben de neiging verschillende chemokinereceptoren te gebruiken). Ubiquitine is ook een natuurlijk ligand van CXCR4.  Het is een klein eiwit (76 aminozuren) dat in hoge mate geconserveerd is in eukaryotische cellen. Het is vooral bekend vanwege zijn intracellulaire rol bij het vinden van ubiquityleerde eiwitten voor afbraak via het ubiquitine-proteasoomsysteem. Bewijs uit talrijke diermodellen suggereert dat ubiquitine een ontstekingsremmende immuunmodulator is en een endogene tegenstander van met pro-inflammatoire schade geassocieerde moleculaire patroonmoleculen.  Er wordt gespeculeerd dat deze interactie via CXCR4-gemedieerde signaalroutes kan verlopen. MIF (Macrofaagmigratie-remmende factor) is een aanvullend ligand van CXCR4.
CXCR4 is aanwezig in nieuw gegenereerde zenuwcellen tijdens de embryogenese en het volgroeide lichaam, waar het een rol speelt bij de geleiding van zenuwen. De niveaus van de receptor nemen af naarmate zenuwcellen volwassen worden.
CXCR4-dimerisatie is dynamisch en neemt toe met de concentratie.
CXCR4 speelt verder een rol bij de ontwikkeling van de hersenen en de hematopoëse. Het kan een beschermende rol spelen tegen plaquevorming, doordat het in het bijzonder inwerkt op meerkernige neutrofiele granulocyten.
De remming van CXCR4 vergemakkelijkt de mobilisatie van regulatoire T-celen en vermindert lokale ontstekingen, wat de genezing bevordert in het geval van een hartinfarct.

Mechanisme van het binnendringen van het hiv-virus in de cel: 1. Initiële interactie tussen gp120 en CD4. 2. Conformationele verandering van gp120 maakt secondaire interactie met CXCR4 mogelijk. 3. De distale punten van gp41 zijn ingebracht in het celmembraan. 4. gp41 ondergaat een significante conformationele verandering; vouwing in de helft en een coiled-coil wordt gevormd. Dit proces drukt het virusmembraan en celmembraan tegen elkaar, waarna ze samensmelten.

## Mutaties
Voor CXCR4 zijn mutaties beschreven die resulteren in een verandering in de receptoreigenschappen. Mutaties van de coderende DNA-sequentie op posities 1000 of 1013 van het CXCR4-gen resulteren in een ingekort CXCR4-eiwit dat grote delen van de intracellulaire C-terminus van de receptor mist. Door het ontbreken van de  C-terminus verliest CXCR4 het vermogen tot zelfregulatie door middel van internalisatie na activering. De gemuteerde receptor kan dus continu worden gestimuleerd. Deze zeldzame mutatie wordt beschouwd als een mogelijke oorzaak van het WHIM-syndroom.